# Ambassadrices de bonne volonté du fonds de développement des Nations unies pour la femme
Les ambassadrices de bonne volonté du fonds de développement des Nations unies pour la femme sont des célébrités qui représentent le Fonds de développement des Nations unies pour la femme (UNIFEM) en utilisant leur talent et leur célébrité pour plaider en faveur de la participation des femmes à la vie économique et politique des pays en voie de développement et améliorer la condition des femmes à travers le monde.

## Ambassadrices actuelles
Les personnalités qui représentent l'UNIFEM, sont :
- Princesse Basma bint Talal (Jordanie) (1996) Tante du roi de Jordanie, avocat pour les femmes du Moyen-Orient[2]
- Phoebe Asiyo (Kenya) (1998), avocate pour les femmes africaines[3]
- Nicole Kidman (États-Unis et Australie) (2006) actrice[4],[5]
- Princesse Bajrakitiyabha Mahidol (Thaïlande) (2008) petite-fille du roi de la Thaïlande, Procureur[6].
- Emma Watson, actrice jouant le rôle d'Hermione Granger dans la saga Harry Potter.